# رودوینوو
رودوینوو (به چکی: Rodvínov) یک منطقهٔ مسکونی در جمهوری چک است که در ناحیه ییندریخوف هرادتس واقع شده‌است. رودوینوو ۱۲٫۷۱ کیلومتر مربع مساحت و ۴۴۴ نفر جمعیت دارد و ۴۷۵ متر بالاتر از سطح دریا واقع شده‌است.